# 水銀電池

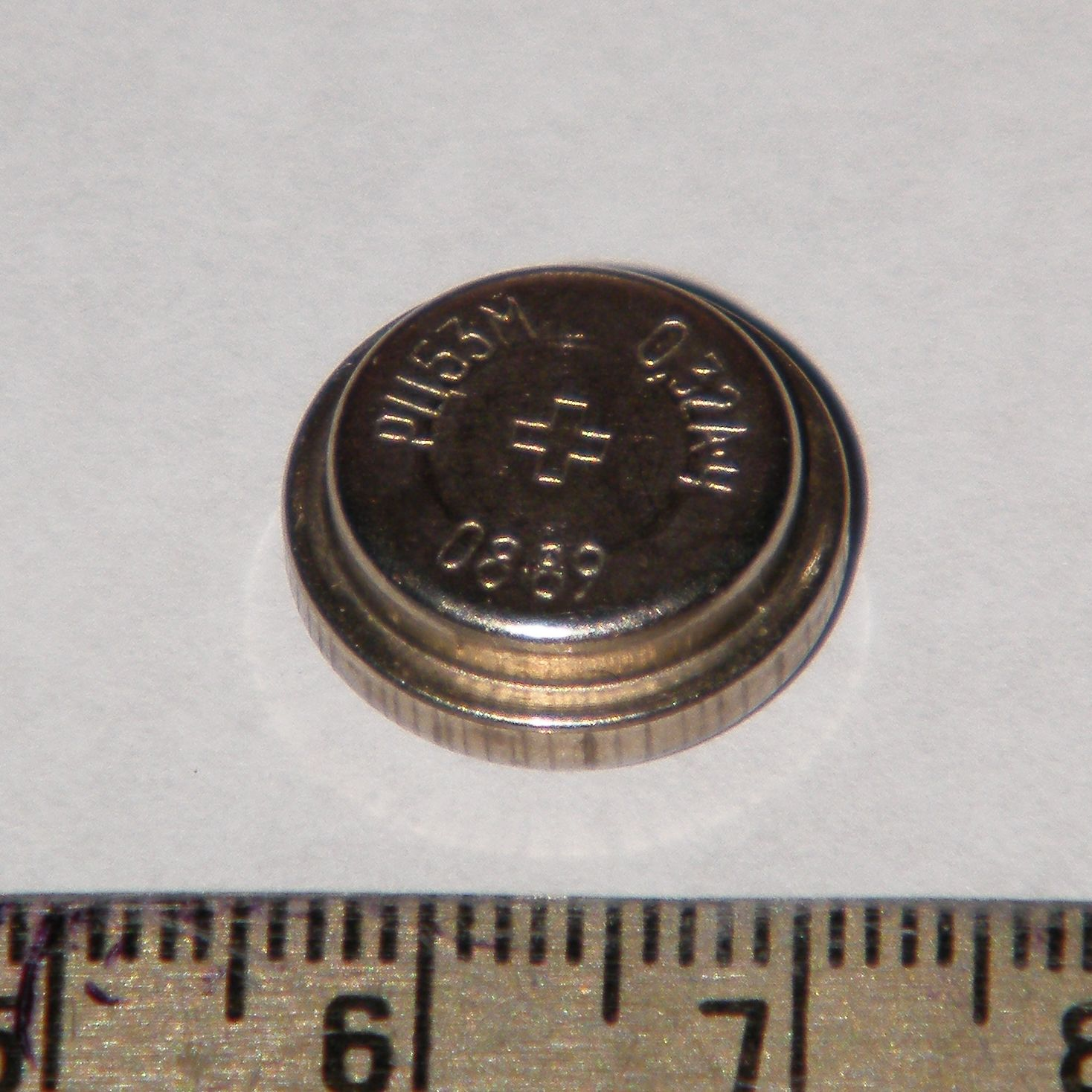
水銀電池の典型的形状。写真はロシア製のРЦ-53М（RTs-53M、1989年製）、РЦ（RTs）はРтутно-цинковый（Rtutno-tsinkovyi、水銀＝亜鉛）の略である。

水銀電池（すいぎんでんち）は、消極剤として酸化水銀を用いた乾電池（一次電池）である。水銀乾電池（すいぎんかんでんち）、酸化水銀電池（さんかすいぎんでんち）、ルーベン電池（ルーベンでんち）、RM電池（アールエムでんち）とも。起電力約1.3ボルト。
小型・軽量であり、写真機や小型映画用の撮影機・時計・補聴器等に使用されたが、環境汚染の問題から、1996年（平成8年）にアメリカ合衆国で禁止されたほか、多くの国で禁止され、現在はほとんど使用されていない。

## 略歴・概要
酸化水銀・亜鉛電池システムはすでに100年以上前に知られていたが、1942年（昭和17年）にP・R・マロリー商会（現在のデュラセル）の共同設立者・科学者であるサミュエル・ルーベンが安定した水銀電池を開発したことにより、金属探知機や弾薬、およびトランシーバーといった軍用機材に有効活用され、初めて広く使用されるようになった 。「ルーベン電池」と呼ばれるのは発明者の名から、「RM電池」は「ルーベン・マロリー電池」の略である。
特性が優れているため、古くからボタン型電池として、1970年代までのカメラ（露出計や電子シャッターなど）や補聴器用などに広く用いられてきた。1970年代に入ると、空気亜鉛電池が登場し、市場での地位は、その安全面と性能から急速に変化した。
地球環境保護の観点から水銀の使用を廃止する傾向にあり、日本では、1984年（昭和59年）に当時の厚生省と通商産業省（現在それぞれ厚生労働省、経済産業省）が要請し、業界団体が水銀電池の回収強化や代替製品の研究を推進、1995年（平成7年）に製造中止した。欧州もRoHSにて5ppm以上の水銀を含有する電池の流通を規制している、これらの国々では、市場にはほとんど流通しておらず入手は困難である。
中国や発展途上国では製造、輸出が行われており広く流通しているため、輸入品の電池については注意が必要である。
使用済みの水銀電池は、小売店や自治体により回収されリサイクルされるものがあるが、対応はまちまちである。

## 原理

水銀電池の断面図。電極が鉄、側面を覆うのが亜鉛、内部には酸化亜鉛溶液が充填されている。

正極に酸化水銀(II)、負極に亜鉛、電解液として水酸化カリウムに酸化亜鉛を溶解した溶液を用いる。
純粋な酸化水銀(II) (HgO) または HgO と二酸化マンガン(MnO2)の混合物を陰極として使用する。酸化水銀は不導体であるため、グラファイトが混合されている。グラファイトは水銀が大きな液滴に集まるのを防ぐ役目もしている。カソードでの半反応式は以下の通りになる。 
{\displaystyle {\ce {HgO + H2O + 2e- -> Hg + 2OH-}}}
標準電極電位は +0.0977Vになる。
アノードは亜鉛(Zn)でできており、電解質を染み込ませた紙またはその他の多孔質材料の層からなる塩橋でカソードから分離されている。アノードでは2つの半反応が発生する。1つ目は電気化学反応が起きる。
{\displaystyle {\ce {Zn + 4 OH- -> Zn(OH)4^2- + 2e-}}}
その後に化学反応が続いて起きる。
{\displaystyle {\ce {Zn(OH)4^2- -> ZnO + 2OH- + H2O}}}
全体的なアノード半反応は次のようになる。
{\displaystyle {\ce {Zn + 2OH- -> ZnO + H2O + 2e-}}}
水銀電池の全体的な反応は以下の通りになる。
{\displaystyle {\ce {Zn + HgO -> ZnO + Hg}}}
見方を変えれば、放電中は亜鉛が酸化されて酸化亜鉛（ZnO）になり、酸化水銀は還元されて水銀になる。寿命末期の水素ガスの発生を防ぐために、少量の酸化水銀がセルに含まれている。
電解液には水酸化ナトリウムまたは水酸化カリウムが使用される。水酸化ナトリウム電池は、低い放電電流でもほぼ一定の電圧を示すため、補聴器、電卓、時計に最適である。水酸化カリウム電池は高い電流で一定の電圧を供給するため、フラッシュ付きのカメラやバックライト付きの時計など、電流サージを必要とする用途に適している。また低温環境では水酸化カリウム電池が優れた性能を発揮する。

## 特徴
一次電池としては最も放電特性が優れており、放電末期まで端子電圧がほとんど変化しない。公称電圧は1.35Vである。

## おもな規格
IEC 60086ではRはボタン型・円筒形を含む「円形」を示す。積層水銀電池以外は1.3ボルト。製造禁止以降は、電圧が近くサイズ（R以降の数字）が同一のアルカリ電池(LR)、酸化銀電池(SR)、二酸化マンガンリチウム電池（CR）、空気亜鉛電池(PR)で代替される。
| 記号  | 寸法 | 寸法 | 備考  | 備考   | 備考                                                   |
| 記号  | 直径 | 長さ | 別名  | サイズ | 備考                                                   |
| ----- | ---- | ---- | ----- | ------ | ------------------------------------------------------ |
| MR-9  | 15.7 | 6.1  | H-D   | 625系  | ナショナルM-ID、東芝TH-MC、マロリーPX-13               |
| MR-41 | 7.9  | 3.6  | H-A   |        |                                                        |
| MR-42 | 11.6 | 3.6  | H-B   |        |                                                        |
| MR-43 | 11.6 | 4.2  |       |        |                                                        |
| MR-44 | 11.6 | 5.4  | H-C   | 675系  |                                                        |
| MR-48 | 7.9  | 5.4  |       |        |                                                        |
| MR-50 | 16.4 | 16.8 | H-P   |        |                                                        |
| MR-52 | 16.4 | 11.4 | HM-N  |        | ナショナルM-P、東芝TH-MK、マロリーRM-1                 |
| MR-51 | 16.4 | 50.0 | HM-4N | 円筒形 | 5.6ボルト、積層水銀電池                                |
| MR-54 | 11.6 | 3.05 |       |        |                                                        |
| MR-55 | 11.6 | 2.05 |       |        |                                                        |
| MR-70 | 5.8  | 3.6  |       |        |                                                        |
|       | xx   | xx   | V27PX | 円筒形 |                                                        |
|       | 15.7 | xx   | H-2D  |        | ナショナル2MD、東芝TH-2MC、マロリーTR-112R (2.6ボルト) |
|       |      |      | PX-23 |        |                                                        |

## 代替製品
現在では、カメラ用などに用いられた水銀電池は2005年（平成17年）に無水銀化に成功した酸化銀電池などで代替している。酸化銀電池の公称電圧は1.55Vであるため、電圧を正しく合わせたい用途には、酸化銀電池にゲルマニウムダイオード、ショットキーバリアダイオードなどを接続して0.2V程度の電圧降下を得る。小型の酸化銀電池を差し込み、水銀電池と同様の形状で使用するためのアダプターが市販されている（このページ下部の、アダプターを扱うカメラ修理業者への外部リンクを参照）。ただし、水銀電池と酸化銀電池の電圧特性が異なるので、表示された露出に対して撮影時の露出設定を補正する必要がある。
ボタン電池型アルカリ電池は2009年（平成21年）に無水銀化に成功、代替電池として使用されるようになる。
腕時計を始めとする小型時計にも、かつては水銀電池が多用された。その中でも、機械時計とクォーツ時計の過渡期の技術であるブローバ社の音叉時計は電池電圧に音叉の振動が直接左右されるため、酸化銀電池などを用いる場合には特殊な改造を施さなければ正確な時計が出来なくなってしまう。
補聴器用には空気電池が使われている。